# Mastozoología neotropical
Mastozoología Neotropical, abreviada como Mastozool. neotrop., es una publicación científica bilingüe de acceso abierto, especializada en investigaciones inéditas sobre mamíferos neotropicales. La revista fue fundada en 1994 y es publicada por la Sociedad argentina para el estudio de mamíferos.
A través de su versión electrónica, distribuye sus contenidos publicados desde el año 2000 en la red del proyecto SciELO. Forma parte del Núcleo Básico de Revistas Científicas (CAICyT – CONICET).